# Cirrhilabrus finifenmaa
El Pez hada de velo rosa (Cirrhilabrus finifenmaa) es una especie de pez del género Cirrhilabrus.

## Descubrimiento
Fue descubierto en marzo de 2022, en la zona crepuscular del océano Índico en las Maldivas.

## Descripción

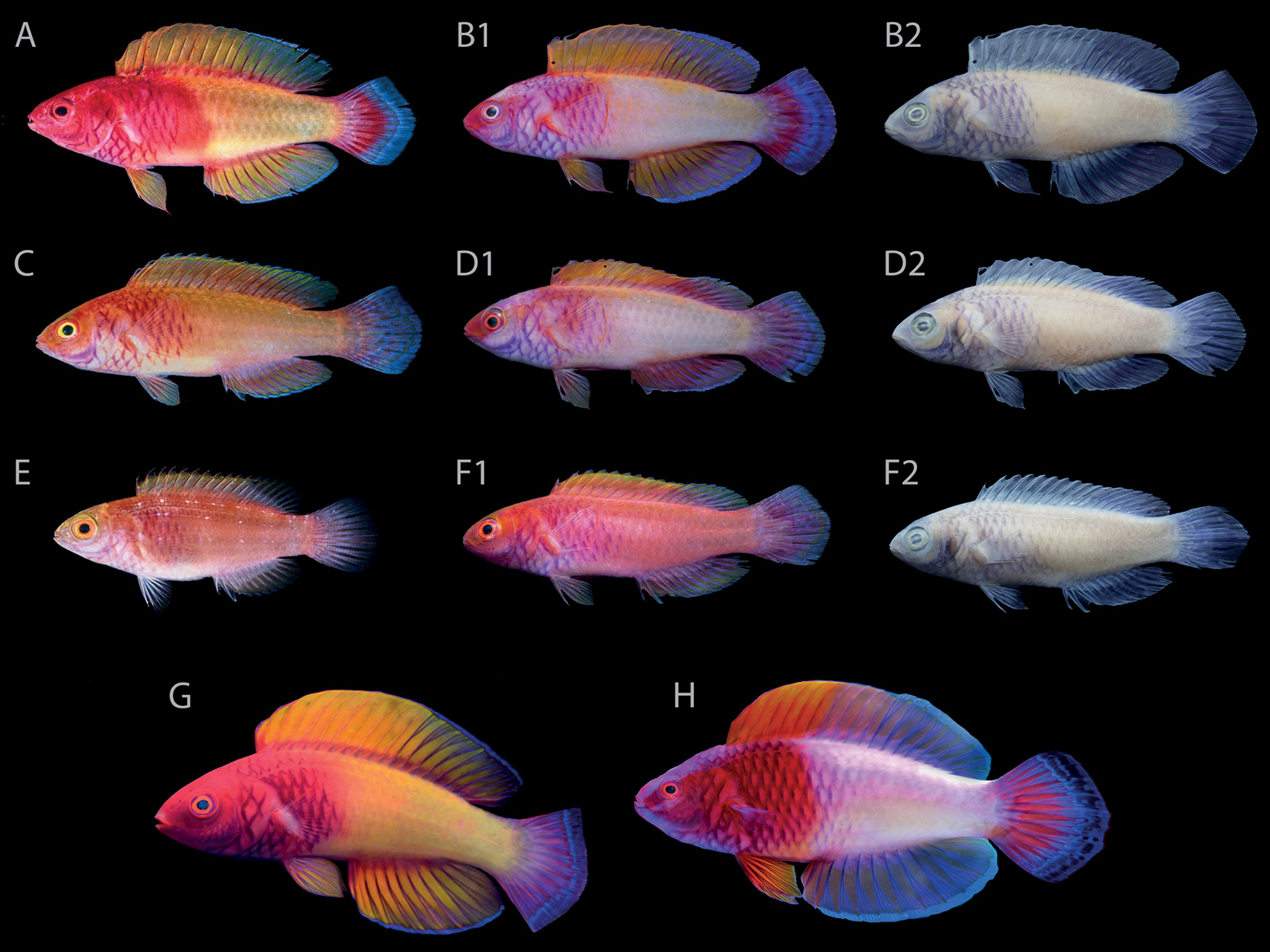
Especímenes de Cirrhilabrus finifenmaa.

Es un pez multicolor que recibe su nombre de la flor del país, la rosa. Su aspecto es casi idéntico al del pez hada de terciopelo rojo, con una coloración ligeramente diferente y fue confundido con una variación adulta del mismo en la década de 1990, pero ahora ha obtenido su propio nombre de especie décadas después. Esta especie de colorido cuerpo y que mide aproximadamente lo mismo que un dedo humano, vive en grupos en los arrecifes que se encuentran a una profundidad que varía entre 40 y 70 m en el océano Índico.
Cirrhilabrus finifenmaa cambia de apariencia y sexo a medida que envejece. Esta especie marina comienza como hembra y se convierte en macho con el tiempo cuando adquiere más colores y se asemeja a un arcoíris. El cuerpo coloreado es más notorio durante la temporada de apareamiento, como una forma de atraer a las hembras.

## Etimología
El epíteto de la especie, «finifenmaa», procede de la lengua local dhivehi y significa «rosa». Se trata de un guiño tanto a la flor nacional de las Maldivas como a los tonos rosados del pez. Es una de las primeras especies que se nombran en dhivehi.

## Ubicación
La nueva especie se encuentra frente a la costa de las Maldivas y es una de las primeras en ser descrita formalmente por un investigador maldivo. Ahmed Najeeb, del Instituto de Investigación Marina de las Maldivas, colaboró con científicos de la Academia de Ciencias de California, la Universidad de Sídney y el Museo Field de Historia Natural, y la investigación formó parte de la iniciativa Hope for Reefs de la Academia.